# Hidrolimpiadora

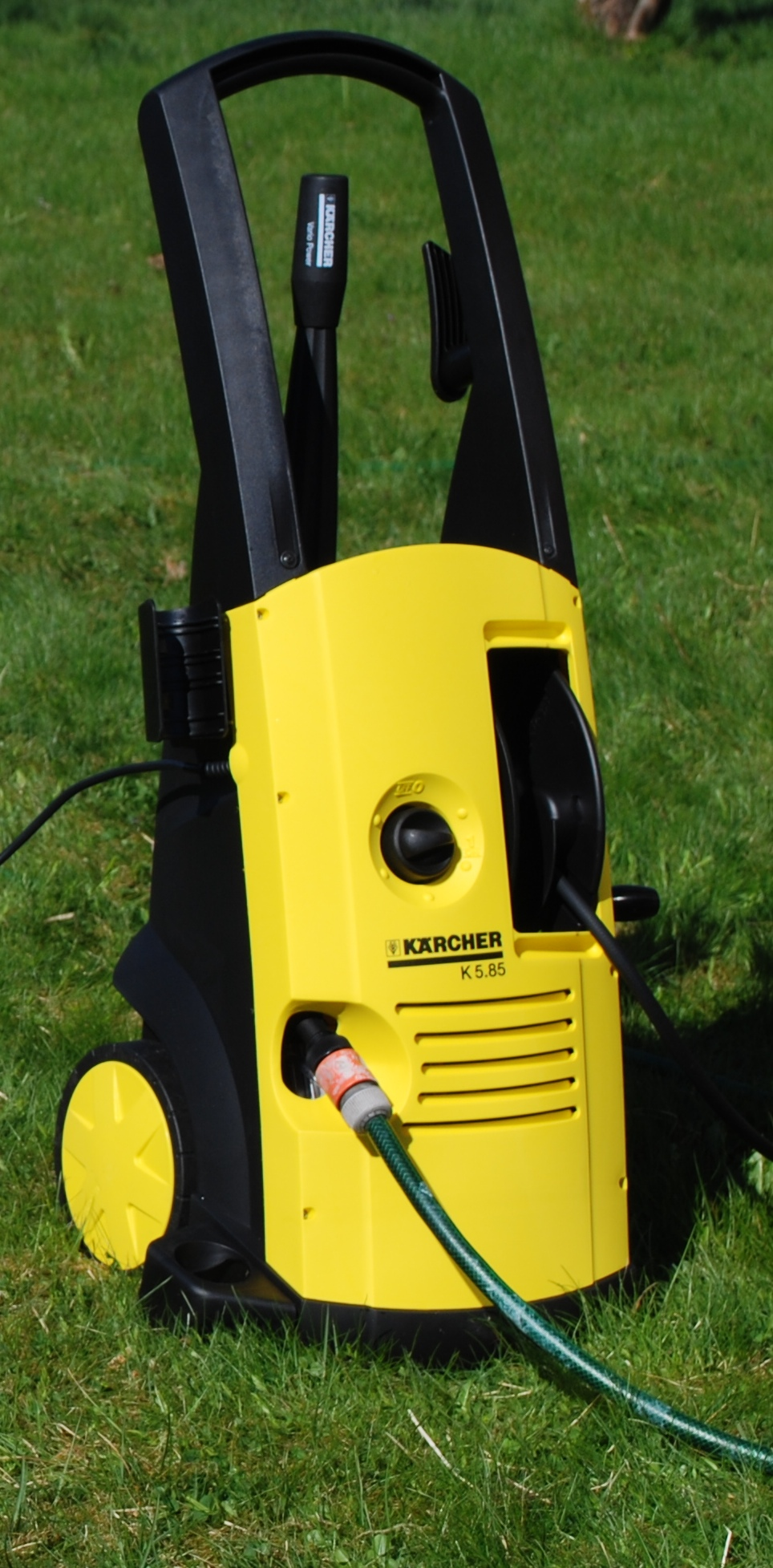
Una hidrolimpiadora Kärcher

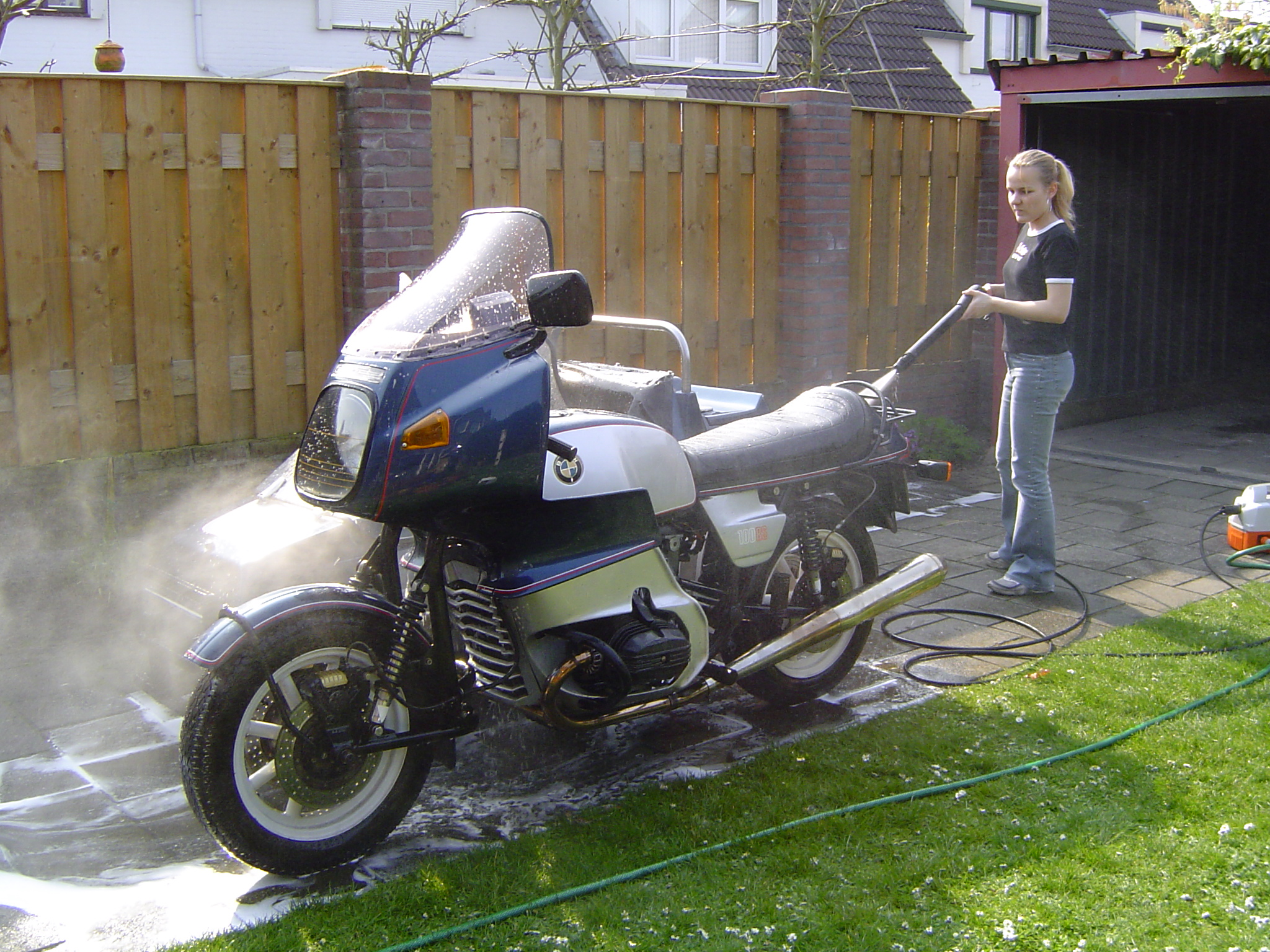
Hidrolimpiadora con lanza y tobera de chorro ancho en uso.

Una hidrolimpiadora (en España), hidrolavadora (en Hispanoamérica), hidrojet (en Venezuela), máquina de lavado a presión o karcher (coloquial en México y España) es una máquina que transmite la energía cinética de un accionamiento a un fluido, comúnmente agua o solución jabonosa en base agua, para acelerarlo, y realizar un trabajo, habitualmente de limpieza o arranque mecánico de diversos materiales.
La aceleración se mide indirectamente por la presión estática dentro de la tubería de alta presión,  de modo que, mediante la fórmula de equivalencia de energía potencial y energía cinética, es posible definir la velocidad de salida del fluido.
{\displaystyle mgh=1/2mv^{2}}
Donde m es la masa, g la constante gravitatoria, h la altura manométrica del fluido y v la velocidad de salida del mismo. 
Asimismo es posible determinar la potencia resultante, relacionando la presión con el caudal mediante unas fórmulas empíricas.  

## Componentes de una hidrolimpiadora
Una hidrolimpiadora de agua a alta presión se compone de toma de agua o depósito, hecho por  bomba, manguera, lanza, tobera y accionamiento.

### Los accionamientos de las hidrolimpiadoras
Los accionamientos de las hidrolimpiadoras son muy diversos y pueden ser:
- Motores eléctricos.
- Motores de combustión interna.
- Transmisiones a la toma de fuerza de maquinaria agrícola.
- Motores hidráulicos.

### Las bombas de las hidrolimpiadoras
Las bombas de las hidrolimpiadoras son del tipo de desplazamiento positivo, y normalmente de pistones cerámicos, que realizan un movimiento de vaivén, aspirando e impulsando el agua alternativamente.las que tienen pistones cerámicos suelen ser las más duraderas ya que al no ser íntegramente de metal el rozamiento es menor que en ls que son completamente metálicos por ello son las que suelen llevar las máquinas profesionales.Dependiendo el tipo de pistón las hidrolimpiadoras  se clasifican en varios niveles de lavados desde al 1 al 6
Las bombas de las hidrolimpiadoras, tienen, básicamente dos configuraciones:
- Axiales: en las que el movimiento de los pistones se realiza por medio de un plato oscilante.
- De cigüeñal: en las que el movimiento de los pistones se realiza por medio de un cigüeñal.

En cuanto al número de pistones es variable dependiendo de las prestaciones del equipo y del fabricante, siendo la más habitual la configuración triplex (de tres pistones), que es el número mínimo de pistones para que la salida de la bomba no registre picos de presión igual a cero.

### Las calderas de las hidrolimpiadoras de agua caliente
Un tipo particular son las hidrolimpiadoras de agua caliente, que incorporan una caldera para calentar el agua, habitualmente, después de la bomba. Estas calderas, suelen ser de combustión de gas o de gasoil. Son útiles para limpiar suciedades adheridas o hidrocarburos, pero requieren de un mantenimiento mayor.